# Roman Blaško
Roman Blaško (* 10. července 1969 Moravská Třebová) je český politik, fotograf, publicista a novinář. Je fotografem a novinářem, v letech 2021-2022 byl šéfredaktorem komunistického deníku Haló noviny. Jako šéfredaktor vedl tento deník Haló noviny v nejkritičtějším období, a úspěšně jej následně transformoval na periodikum Naše pravda. Nepravidelně publikuje v týdeníku Literatura-umění-kultura. Dále působí v redakční radě společensko-kulturního časopisu Mozaika. V roce 2015 vydal publikaci Vášně mého života (ISBN 978-80-88035-10-7). Je rozvedený, má dvě děti.

## Fotograf
Studoval obor Výtvarná černobílá klasická fotografie v Ostravě. Poté studoval pět a půl roku v ateliéru Jana Saudka na Žižkově v Blodkově ulici. Vyučuje několik let Výtvarnou fotografii v Nadaci Jedličkova ústavu. Z výstavní činnosti měl řadu autorských i kolektivních výstav v Praze, Berlíně, v červenci 2015 v Evropském parlamentu.

## Novinář

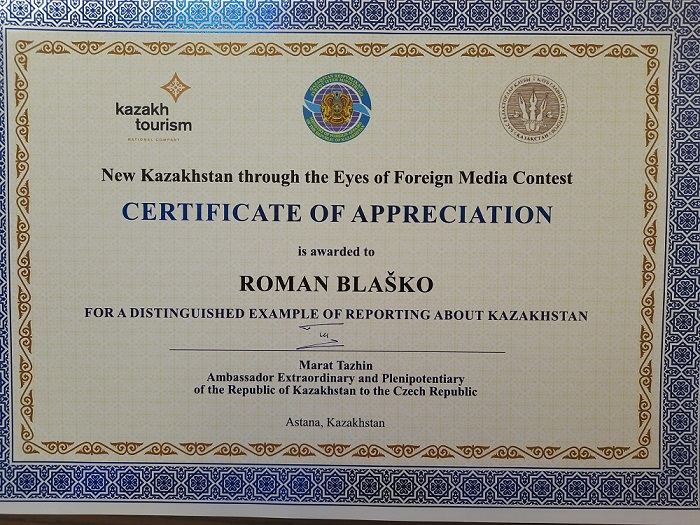

Spolupracuje od roku 2000 s redakcemi různých periodik. Od 2002 pracuje jako novinář, reportér a fotograf. Od roku 2004–2017 pracoval jako zástupce ředitele vydavatelství a nakladatelství R3. V roce 2018 se stal redaktorem a v prosinci 2021 šéfredaktorem deníku Haló noviny, který ale v dubnu 2022 zanikl. Věnuje se především zahraničním reportážím, jako ruská invaze na Ukrajinu, válka v Náhorním Karabachu, politické reportáže z Francie, z Nizozemí, Kosova, Kazachstánu. V roce 2022 mu bylo udělena zvláštní cena Ministerstva zahraničí republiky Kazachstán v mezinárodní novinářské soutěži pod záštitou náměstka ministra zahraničních věci Romana Jurjeviče Vasilenka.

## Politické působení
Roman Blaško byl zvolen 21. května 2022 do funkce generálního tajemníka Komunistické strany Československa. Je členem Společnosti česko-kubánského přátelství, Unie spisovatelů, člen ústředního výboru společnosti PEKTUSAN, člen Republikové rady Vojáků proti válce. Od srpna do prosince 2014 byl jako řádně registrovaný mezinárodní pozorovatel za Evropský parlament pro podzimní volby do parlamentu (Verchovné rady UA) na Ukrajině. Věnuje se těmto procesům na Ukrajině i nadále. Např. v říjnu 2016 reprezentoval ÚV KSČM na II. celostátní konferenci k regionálním dějinám, pořádané v Čelákovicích komunistickým Klubem společenských věd.
V roce 2019 kandidoval do Evropského parlamentu na 4. místě kandidátky KSČM. Ve volbách do Senátu PČR v roce 2020 kandidoval jako člen KSČ za KSČM v obvodu č. 21 – Praha 5. Se ziskem 1,70 % hlasů skončil na předposledním 6. místě a do druhého kola nepostoupil.
V roce 2022 mu byla udělena medaile »Za vlast a svobodu« III. stupně od Českého svazu bojovníků za svobodu a Pamětní medaile »100 let výročí SSSR«.
V září 2022 se jako samozvaný zahraniční pozorovatel zúčastnil referenda v Záporožské oblasti na Ukrajině.